# クリシュナの水蛇退治
クリシュナの水蛇退治（くりしゅなのみずへびたいじ、Kaliya Mardan、The Childhood of Krishna）は1919年のインドのサイレント映画。

## 解説

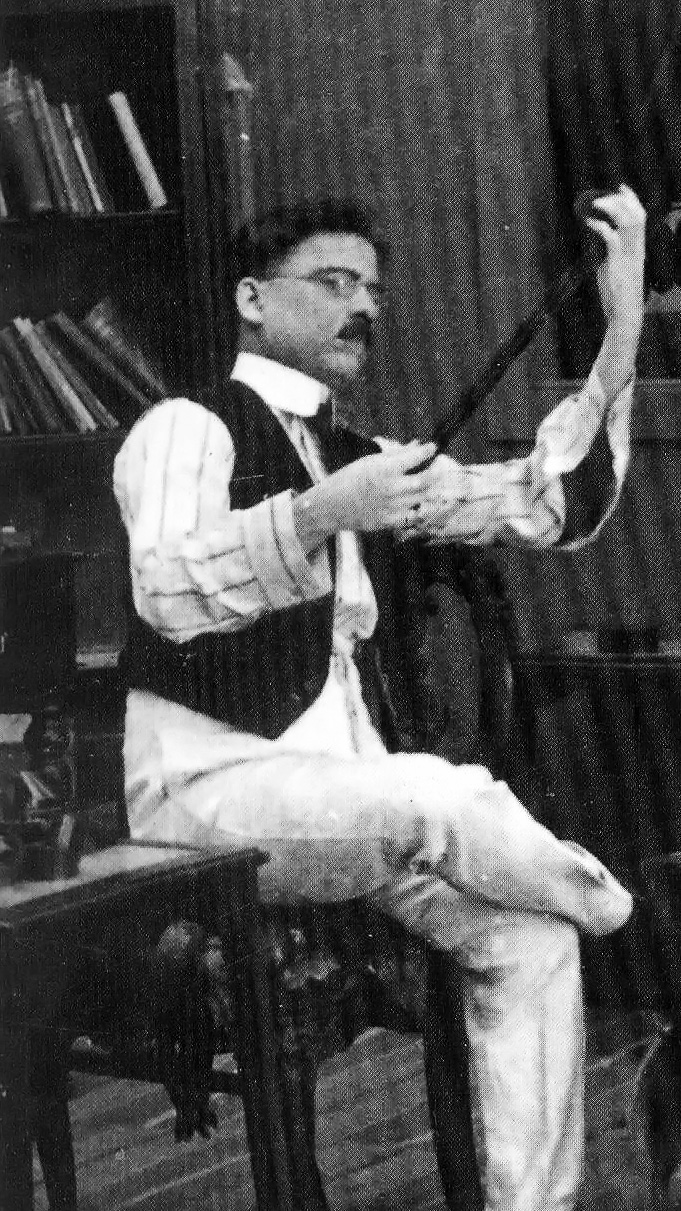
ダーダーサーヘブ・パールケー

監督はダーダーサーヘブ・パールケー、製作はヒンドゥスタン・シネマ・フィルムズ・カンパニーが務めた。マラーティー語のインタータイトルがつけられている。
本作には『クリシュナの誕生』にクリシュナ役で登場したマンダーキニー・パールケーも登場している。
1919年5月3日にマジェスティック・シネマで公開された。同作はフィルム1800メートル、6リールが使用され、10か月間上映されて興行的な成功を収めた。